# Nefertari (album)
Nefertari, pubblicato nel novembre del 1988, è il ventinovesimo  album in studio della cantante italiana Iva Zanicchi. 
e la rabbia dentro me…»
(Iva Zanicchi, Il tempo passa)

## Descrizione
Già nel 1987 esce il singolo Volo, che anticipa l'uscita dell'album, prodotto dall'editor ed A&R Osvaldo Miccichè e pubblicato con la Carosello. Il titolo emblematico allude alle sonorità mediterranee delle canzoni tutte inedite, scritte in gran parte da autori come Franco Bixio, Oscar Avogadro, Elio Aldrighetti, Depsa, Guzzetti, Corrado Castellari, Osvaldo Miccichè e Alberto Radius.
Con questo album Iva Zanicchi entra in classifica e nel programma Superclassifica Show presenta il video del brano Kajal, canzone poi utilizzata come sigla di chiusura di OK il prezzo è giusto; la canzone racconta di una bellissima donna avanti negli anni, che vuol provare il piacere di una danza erotica e decide di concedersi per la prima volta ad un giovane avventuriero. Il titolo fa riferimento al trucco nero (Kajal / Kohl in arabo) usato dalle donne orientali, fin dagli antichi egizi per scurire le palpebre e delineare il contorno occhi, non solo per abbellire il loro viso.
Questa canzone viene presentata nell'ottobre 1988 alla selezione del Festival di Sanremo 1989, ma non viene ammessa dalla commissione artistica, perché "troppo sensuale". Si decide, quindi, di pubblicare l'album già nei primi di novembre '88 per sfruttare le vendite natalizie. Un mese dopo, le vendite superarono già le 22 000 copie e la distribuzione Dischi Ricordi decise di far stampare anche il CD.
La copertina presenta dei geroglifici e il cartiglio di Nefertari in rilievografia oro su fondo blu notte. Tra le canzoni che sfiorano il concetto di "politicamente corretto", spicca Una danza, l'urlo contro il genocidio dei bambini kamikaze.
L'album è considerato dalla critica il più bel disco di Iva Zanicchi, confermato anche dalle vendite.

## Tracce
1. Bellamore - 3:29 - (E. Miceli-F. Bixio-E. Miceli)
2. Samurai - 4:39 - (P. Vicari-V. Silvano-R. Giuliani)
3. Piccola mania*** - 4:11 - (M. Guzzetti-M. Ogletree.W. Tesoriere)
4. Se mi scriverai* - 4:04 - (R. Borghetti - S. Silva -Riccardo Borghetti-G. D. Rosi)
5. Il tempo passa - 3:38 - (Depsa-P. Bozzetti-R. Giuliani)
6. Kajal - 4:10 - (Riccardo Borghetti)
7. Volo** - 3:58 - (E. Miceli-G. Lorefice-E. Miceli)
8. Ritmo - 4:20 - (Oscar Avogadro-Alberto Radius)
9. Uomini e no** - 3:46 - (Roberto Ferri-Corrado Castellari)
10. Una danza - 3:49 - (Elio Aldrighetti-Domenico Tortosa-Oswald Miccike)

I brani Uomini e no, Volo, Kajal, Bellamore, Samurai e Ritmo sono stati usati come sigle di coda per Ok il prezzo è giusto, nelle stagioni 87/88, 88/89, Estate 89, 89/90 e 90/91.

## Formazione
- Iva Zanicchi – voce
- Stefano Silva – tastiera
- Walter Tesoriere – tastiera
- Stefano Previsti – tastiera, programmazione
- Roberto Giuliani – tastiera, pianoforte, cori
- Alberto Radius – chitarra elettrica, chitarra acustica, charango, cori
- Lucio Bardi – chitarra elettrica
- Deris Rosi – chitarra elettrica
- Paolo Costa – basso
- Sandro Lorenzetti – batteria
- Lance Burton – sassofono tenore, sassofono contralto, sassofono soprano, flauto
- Monica Magnani, Corrado Castellari, Osvaldo Miccichè, Giorgio Vanni, I Piccoli Cantori di Milano – cori

## Stampe estere
| Anno di pubblicazione | Paese     | Titolo       | Etichetta                   |
| --------------------- | --------- | ------------ | --------------------------- |
| 1992                  | Argentina | Hoy          | DDD - 730.143               |
| 1996                  | Corea     | Iva Zanicchi | Si-Wan Records - SRMWPC 005 |
| 19??                  | Grecia    | Nefertari    | THREE EGGS - 6062           |